# Frans Gommers
François "Frans" Gommers (ur. 5 kwietnia 1917 w Antwerpii  – zm. 30 kwietnia 1996) – belgijski piłkarz grający na pozycji obrońcy. W swojej karierze rozegrał 2 mecze w reprezentacji Belgii.

## Kariera klubowa
Swoją karierę piłkarską Gommers rozpoczął w klubie Beerschot VAC. Zadebiutował w nim w 1935 roku. W sezonach 1937/1938 i 1938/1939 wywalczył z Beerschotem dwa tytuły mistrza Belgii. W 1946 roku odszedł do Standardu Liège. W 1947 roku zakończył w nim swoją karierę.

## Kariera reprezentacyjna
W reprezentacji Belgii Gommers zadebiutował 30 stycznia 1938 w przegranym 3:5 towarzyskim meczu z Francją, rozegranym w Paryżu. W tym samym roku został powołany do kadry na mistrzostwa świata we Francji. Na nich był rezerwowym i nie wystąpił w żadnym meczu. W latach 1938–39 rozegrał w kadrze narodowej 2 mecze.